# David Lagercrantz
David Lagercrantz (Solna, 4 september 1962) is een Zweedse journalist en auteur. Hij kreeg internationale bekendheid mede door de bestseller Ik, Zlatan een biografie over Zlatan Ibrahimović en misdaadromans Wat ons niet zal doden, De man die zijn schaduw zocht en Zij die moet sterven die fungeren als vervolgen op Stieg Larssons Millennium-trilogie. Hij is bestuurslid van de Zweedse PEN-club.

## Biografie
Lagercrantz bracht zijn jeugd door in Solna (Stockholm) en is de zoon van de literaire geleerde en publicist Olof Lagercrantz en Martina Ruin en broer van de actrice en diplomaat Marika Lagercrantz. Hij volgde een studie filosofie en religie en is afgestudeerd in Göteborg voor journalistiek. Hij begon zijn carrière als misdaadverslaggever bij de regionale krant Sundsvalls Tidning en vervolgens bij de nationale krant Expressen waar hij enkele belangrijke strafzaken eind jaren tachtig begin jaren negentig van de vorige eeuw behandelen, waaronder de Åmsele moorden dat later onderwerp werd van zijn boek Ämnglarna i Åmsele.
Zijn eerste boek Göran Kropp 8000 plus verscheen in 1997, een biografie over de Zweedse avonturier en bergbeklimmer Göran Kropp. In 2000 schreef hij het boek Ett svenskt genti, een biografie over de Zweedse uitvinder Håkan Lans. In 2005 werd Himmel över Everest uitgebracht, een verhaal van de catastrofale gebeurtenis op de Mount Everest in 1996. Zijn grote doorbraak was de roman Syndafall i Wilmslow (Nederlands: De val van Turing) uit 2009 over de Britse wiskundige Alan Turing, dat werd verkocht in meer dan 15 talen. In 2011 verscheen zijn bestverkochte sportbiografie Jag är Zlatan Ibrahimović (Nederlands: Ik, Zlatan). Daarvan werden er bij de Zweedse versie, binnen zes weken meer dan 500.000 exemplaren verkocht.
In 2013 werd door Zweedse uitgeverij Norstedts een vierde Millennium misdaadroman door Lagercrantz aangekondigd dat van de oorspronkelijke reeks werd geschreven door Stieg Larsson. Het vierde Millennium boek dat uiteindelijk de titel Det som inte dödar oss (Nederlands: Wat ons niet zal doden) kreeg werd in 2015 uitgebracht. Twee jaar later verscheen het vijfde Millennium boek van zijn hand Mannen som sökte sin skugga (Nederlands: De Man die zijn schaduw zocht). In 2018 verscheen een verfilming van zijn misdaadroman Wat ons niet zal doden dat werd uitgebracht met de gelijknamige Engelse titel van het boek The Girl in the Spider's Web.

### Privé
Lagercrantz woont in Södermalm en is getrouwd met journaliste en mediadirectrice Anne Lagercrantz (geboren: Bergman) met wie hij drie kinderen heeft.

## Bestseller 60
| Boeken met noteringen in de Nederlandse Bestseller 60 | Jaar van verschijnen | Datum van binnenkomst | Hoogste positie | Aantal weken | Opmerkingen                            |
| ----------------------------------------------------- | -------------------- | --------------------- | --------------- | ------------ | -------------------------------------- |
| Ik, Zlatan                                            | 2012                 | 22-02-2012            | 5               | 109          | in samenwerking met Zlatan Ibrahimović |
| Wat ons niet zal doden                                | 2015                 | 02-09-2015            | 1(6wk)          | 31           | vierde deel van de Millennium-serie    |
| De man die zijn schaduw zocht                         | 2017                 | 13-09-2017            | 1(3wk)          | 21           | vijfde deel van de Millennium-serie    |
| Zij die moest sterven                                 | 2019                 | 28-08-2019            | 1(1wk)          | 12           | zesde deel van de Millennium-serie     |

- Bibsys: 1037730
- Biblioteca Nacional de España: XX5532331
- Bibliothèque nationale de France: cb135248737 (data)
- Catàleg d'autoritats de noms i títols de Catalunya: 981058525322206706
- CiNii: DA18405319
- Gemeinsame Normdatei: 120674378
- International Standard Name Identifier: 0000 0000 7144 2835
- Library of Congress Control Number: n99038263
- Nationale Bibliotheek van Letland: 000228609
- MusicBrainz: d462dfbf-c284-457a-b632-c7992860183f
- Bibliotheek van het Japanse parlement: 001124571
- Nationale Bibliotheek van Tsjechië: xx0142318
- Nationale Bibliotheek van Israël: 987007597579605171
- Nationale en Universitaire bibliotheek Zagreb: 000586974
- Nederlandse Thesaurus van Auteursnamen: 339946571
- Réseau des bibliothèques de Suisse occidentale: 02-A023170213
- Istituto Centrale per il Catalogo Unico: UBOV288561
- LIBRIS: 328299
- Système universitaire de documentation: 050327771
- Virtual International Authority File: 73186278
- WorldCat: E39PBJwHjKdmhcJqC6GtxvqqQq